# برنتونیکو
برنتونیکو (به ایتالیایی: Brentonico) یک کومونه در ایتالیا است که در ترنتینو واقع شده‌است.

## خصوصیات
برنتونیکو ۶۲٫۶ کیلومترمربع مساحت و ۳٬۷۷۰ نفر جمعیت دارد و ۶۹۸ متر بالاتر از سطح دریا واقع شده‌است.